# Гордон, Константин Васильевич
Константин Васильевич Гордон (1910—1962) — советский звукооператор. Заслуженный деятель искусств Латвийской ССР (1947).

## Биография
Константин Васильевич Гордон родился в 1910 году.
В 1936 году окончил Ленинградский институт киноинженеров (ЛИКИ).
С 1935 года и по 1941 год — штатный звукооператор киностудии «Ленфильм». Затем была эвакуация и работа на ЦОКС. После окончания Великой Отечественной войны возвращается на «Ленфильм». Затем работал на Московской киностудии им. М. Горького. С 1952 года — штатный звукооператор киностудии «Мосфильм».
В 1947 году К. В. Гордону было присвоено почётное звание Заслуженный деятель искусств Латвийской ССР за работу звукооператора в фильме Александра Иванова Возвращение с победой (1947).
Ушёл из жизни в 1962 году.

## Фильмография
- 1938 — Человек с ружьём  (Режиссёр-постановщик: Сергей Юткевич, соРежиссёр Павел Арманд)
- 1939 — Хирургия  (короткометражный) (Режиссёр-постановщик: Ян Фрид)
- 1940 — Цирк  (короткометражный) (графический мультфильм) (Режиссёры-постановщики: Александр Синицын, Виталий Сюмкин)
- 1941 — Маскарад  (совместно с Захаром Залкиндом) (Режиссёр-постановщик: Сергей Герасимов)
- 1942 — Убийцы выходят на дорогу  (Режиссёры-постановщики: Всеволод Пудовкин, Юрий Тарич)
- 1943 — Во имя Родины  (Режиссёры-постановщики: Всеволод Пудовкин, Дмитрий Васильев)
- 1945 — Песни Абая  (Режиссёры-постановщики: Ефим Арон, Григорий Рошаль)
- 1947 — Возвращение с победой  (Режиссёр-постановщик: Александр Иванов)
- 1950 — Освобождённый Китай  (режиссёр-постановщик: Сергей Герасимов)
- 1954 — Школа мужества  (Режиссёры-постановщики: Владимир Басов, Мстислав Корчагин)
- 1956 — Сердце бьётся вновь…   (Режиссёр-постановщик: Абрам Роом)
- 1957 — К Чёрному морю  (Режиссёр-постановщик: Андрей Тутышкин)
- 1958 — Пигмалион   (фильм-спектакль) (Режиссёр-постановщик: Сергей Алексеев)
- 1958 — У тихой пристани  (Режиссёры-постановщики: Эдуард Абалов, Тамаз Мелиава)
- 1960 — Трижды воскресший  (Режиссёр-постановщик: Леонид Гайдай)

## Признание и награды
- Заслуженный деятель искусств Латвийской ССР (1947).

Работал звукооператором на фильмах, получивших признание за рубежом:
- 1954 — Школа мужества — Премия за лучший воспитательный фильм на МКФ в Карловых Варах (1954)[1][неавторитетный источник].
- 1942 — Убийцы выходят на дорогу — Участие в программе «Звездное кино Алма-Аты ЦОКС 1942—1944» на МКФ «Евразия», Алма-Ата (1998)[2][неавторитетный источник].